# Рука богословия
«Рука богословия» («Рука богословля») — название славянских рукописей (списков) преимущественно конца XVII и начала XVIII веков со своеобразным руководством к исчислению пасхалии (даты Пасхи) по пальцам. Включали статьи астролого-гадательной тематики. Использовались старообрядцами. Самые лучшие экземпляры украшены заставками и заглавными буквами с золотом, и все, без исключения — поморского письма. Полная рукопись почти всегда содержала 460—466 рисунков с буквами.
Варианты подобных рукописей могли называться «Граница мудрая святых отец, хитростница филосовская всем рукам, лунник мудрый Птоломейский».
Ошибочное написание "богословия" (закрепленное в том числе словарем Брокгауза и Ефрона) происходит от неправильного прочтения церковнославянской формы притяжательного прилагательного "богословля" (рука - чья? - "богословля", жен. род., им. падеж) по-русски - рука богослова.
Обычно рукопись начинаналась словами: 

др.-рус. Сперва выучить на усть азбука вся по перстам левыя руки, и помнить на котором составе, которое слово стоит.
 Затем шли изображения рук с цифрами, разные круги и таблицы.

## Рукописи и издания
- «Рука богословля» с дополнениями (РНБ, собр. Погодина, N 318; конец XVII века)
- «Рука богословля изустная, како учить на руке» (БАН, 17.14.6; 1730 год)
- «Рука богословля», составленная Гавриилом Славенским в Нижнем Новгороде (180 л.; БАН, 35.2.35; XVIII век)
- «Рука богословля»; без заголовка (БАН)
- Петров, В. Рука богословля, или Наука изъяснения о пасхалии… (Москва, 1787)